# Ylands
Ylands je počítačová hra z roku 2019 od českého studia Bohemia Interactive. Hra původně vyšla v rámci Early access 6. prosince 2017. Plná verze vyšla 5. prosince 2019.

## Hratelnost
Ylands připomíná hry jako Minecraft. Jedná se o sandboxový titul, kdy hráč se ocitá na ostrově, kde musí přežít. Hra však klade větší důraz na sandboxovou složku, tedy budování a prozkoumávání. Hra nabízí editor, který hráčům umožňuje si vytvářet své vlastní scénáře a hry, které mohou sdílet s dalšími hráči.

## Vývoj
Hra byla oznámena 12. listopadu 2015. Zároveň byla vydána alfa verze hry. 6. prosince 2017 pak byla hra vydána na Steamu v rámci programu Early access. Plná verze vyšla 5. prosince 2019, kdy hra změnila model na Free-to-play.